# シカンダラーバード
座標: 北緯17度27分 東経78度30分 / 北緯17.45度 東経78.5度
シカンダラーバード（Sikandarabad、సికింద్రాబాద్、سکندر آباد、सिकंदराबाद）は、インドのテランガーナ州の都市。セカンデラーバード (Secunderabad)、セカンダラバード、セクンデラバードとも呼ばれるが、現地ではシカンダラーバードの発音が近い。
都市の名は第6代ニザームのシカンダル・ジャーにちなんでいる。

## 歴史
初期文明の存在を示唆する石碑、石器が発掘されており、その歴史は有史前に遡ることができると考えられるが、現在みられる町の姿は大英帝国軍の駐屯後に形成され、インドにあってはかなり歴史の浅い都市である。

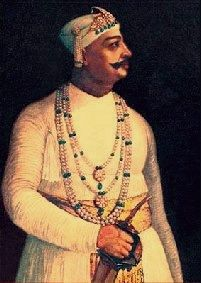
シカンダル・ジャー

1806年に第7代インド総督代理が、1800年に調印された同盟協定をもとに、イギリス軍駐屯地の提供をニザーム藩王国の藩王シカンダル・ジャーに要求し、フセイン・サガール北岸の平原に確保した駐屯地がその始まりである。
祖国イギリスを遠く離れて駐屯するイギリス将兵がホームシックにならないように、シカンダラーバード駐屯地内には、キリスト教の教会、修道会学校、シカンダラーバード・クラブ（社交場）などの施設が造られ、町並みもイギリス様式に設計された。その当時建設された時計塔が、シカンダラーバードの名物として、また当時の教会も壮麗な様相そのままに今も残っている。
ハイデラバード－ムンバイ間の定期航空路を運営しようと、インド人先覚的者達によって16ヘクタールの飛行場も建設されている（最初の飛行機が着陸したのは、駐屯地の閲兵場だった）。
後のイギリス首相ウィンストン・チャーチルも、1890年代に中尉としてシカンダラーバードに赴任し、「隠遁所」と名づけた平屋に住んでいた。彼とその同僚は、シカンダラーバード駐屯地をもってニザーム藩王国の衛兵たらんと称しながら、自らをアジアの大悪党と任じていた。
言い伝えによると、チャーチルの部隊が、かくも短期間の駐屯で配置転換を命ぜられたのは、シカンダラーバード・クラブでのツケを払えなかったからだとも言われている。彼への請求書の一部は、現在もシカンダラーバード・クラブの「公文書」として残っているそうである。
1897年8月20日に、マラリアの媒介に関するハマダラ蚊のメスの役割について一大発見を成し遂げ、それを含めた一連のマラリア研究の功績によりノーベル賞を受賞したロナルド・ロスは、シカンダラーバードでその研究を行っていた。その後、彼が研究のために使った建物は飛行学校となり、旧ハイデラバード空港として利用されていた。後にインド首相となるラジーヴ・ガンディーも、そこでパイロットとしての訓練を受けている。
2006年6月には、シカンダラーバード建立200周年が祝われた。

## 地理
フセイン・サーガルを挟んで、州都ハイデラバードと密接に隣接して発展しているため、ハイデラバードの双子都市と呼ばれる。実際、どこでシカンダラーバードとハイデラバードを区切るのか、明確な境界はないと言う地元民もいる。
インド南中央鉄道管区であるシカンダラーバードは、南インドの有数の鉄道の主要乗継駅であり、インド各地の都市に良好に連絡している（インド鉄道HP。時刻表などあり）。
インド陸軍、空軍の一大駐屯地としても知られる。